# Thomas Lemar
Thomas Benoît Lemar (Baie-Mahault, Gvadalupa, 12. studenog 1995.) francuski je nogometaš koji igra na poziciji krila. Trenutno igra za Gironu. S Francuskom osvojio naslov svjetskog prvaka 2018. godine.

## Karijera

### Klupska karijera
Lemar je profesionalnu karijeru započeo u Caenu, najprije u njegovoj drugoj pa u prvoj momčadi. Ondje je zabilježio 32 službena nastupa dok ga 1. srpnja 2015. za nepoznat iznos kupuje AS Monaco (iako neki izvori spominju 3,5 milijuna funti). Tijekom tri godine u Kneževini, Lemar se istaknuo svojom igrom te su ga u svoje redove htjeli dovesti premijerligaši Arsenal i Liverpool, međutim, igrač je odbijao ponude oba kluba.
Ipak, Atlético Madrid je 18. lipnja 2018. objavio da je s igračem obavljen preliminarni sporazum. Nakon tjedan dana Thomas prolazi liječnički pregled te potpisuje ugovor s madridskim klubom. Neki mediji su objavili da je vrijednost transfera 75 milijuna eura što je ujedno i najskuplje pojačanje u povijesti kluba.

### Reprezentativna karijera
Thomas Lemar igrao je za sve dobne reprezentacije prije nego što je 2016. debitirao u prijateljskom remiju protiv Obale Bjelokosti. Tijekom kvalifikacija za Svjetsko prvenstvo 2018. igrač je zabio dva pogotka Nizozemskoj u visokoj 4:0 pobjedi. U konačnici, Francuska se plasirala i osvojila spomenuto prvenstvo dok je Lemar na njemu igrao tek jednu utakmicu i to u susretu skupine protiv Danske.

#### Pogodci za reprezentaciju
| #  | Datum              | Mjesto                                   | Protivnik  | Pogodak | Rezultat | Natjecanje                         |
| -- | ------------------ | ---------------------------------------- | ---------- | ------- | -------- | ---------------------------------- |
| 1. | 31. kolovoza 2017. | Stade de France, Saint-Denis, Francuska  | Nizozemska | 2 0     | 4:0      | Kvalifikacije za SP u Rusiji 2018. |
| 2. | 31. kolovoza 2017. | Stade de France, Saint-Denis, Francuska  | Nizozemska | 3:0     | 4:0      | Kvalifikacije za SP u Rusiji 2018. |
| 3. | 23. ožujka 2018.   | Stade de France, Saint-Denis, Francuska  | Kolumbija  | 2:0     | 2:3      | Prijateljska utakmica              |
| 4. | 2. lipnja 2019.    | Stade de la Beaujoire, Nantes, Francuska | Bolivija   | 1:0     | 2:0      | Prijateljska utakmica              |

## Osvojeni trofeji

### Klupski trofeji
| Klub            | Trofej        | Godina    |
| Francuska       | Francuska     | Francuska |
| --------------- | ------------- | --------- |
| AS Monaco       | Ligue 1       | 2016./17. |
| Španjolska      |               |           |
| Atlético Madrid | UEFA Superkup | 2018.     |
| Atlético Madrid | La Liga       | 2020./21. |

### Reprezentativni trofeji
| Turnir      | Trofej | Godina |
| ----------- | ------ | ------ |
| SP u Rusiji | Zlato  | 2018.  |

### Ordeni
Chevalier of the Légion d'honneur: 2018.

## Vanjske poveznice
- Profil igrača  Arhivirana inačica izvorne stranice od 18. travnja 2019. (Wayback Machine) na web stranicama Francuskog nogometnog saveza
- Profil igrača na Transfermarkt.com